# Eulasia saccai
Eulasia saccai är en skalbaggsart som beskrevs av Rudolph Petrovitz 1972. Eulasia saccai ingår i släktet Eulasia och familjen Glaphyridae. Inga underarter finns listade i Catalogue of Life.